# Lutjanus goreensis
Lutjanus goreensis är en fiskart som först beskrevs av Valenciennes, 1830.  Lutjanus goreensis ingår i släktet Lutjanus och familjen Lutjanidae. Inga underarter finns listade i Catalogue of Life.